# 无线局域网鉴别与保密基础结构
无线局域网鉴别与保密基础结构（WLAN Authentication and Privacy Infrastructure，WAPI）是一个关于无线局域网的中华人民共和国国家标准（GB 15629.11-2003）。虽然它被设计为基于WiFi运行，但其与IEEE 802.11无线网络标准所用安全协议的兼容性存疑。中国曾两次向ISO提交标准化申请，但最终于2011年11月21日撤回第二次申请。

## 技术细节
WAPI起初是为了解决WEP中的安全漏洞而诞生，主要由WAI（WLAN authentication infrastructure，无线局域网鉴别基础结构）和WPI（WLAN privacy infrastructure，无线局域网保密基础结构）两部分组成。WAI定义了无线局域网中身份鉴别和密钥管理的安全方案。WPI定义了无线局域网中数据传输保护的安全方案，包括数据加密、鉴别和重放保护等。
WAPI标准中使用了SM4分组密码算法（GM/T 0002-2012，即原SMS4分组密码算法），ECDSA椭圆曲线数字签名算法以及ECDH密钥交换算法。其中SM4分组密码算法由国家商用密码管理办公室发布。根据不同的情况，也可以使用AES来替代SM4（草案JTC1/SC6 N14619）。

## 历史

### 中华人民共和国国家标准
从2003年开始，中国陆续颁布一系列采用WAPI安全协议的无线局域网基础性国家标准：
- 《信息技术 系统间远程通信和信息交换 局域网和城域网 特定要求 第11部分：无线局域网媒体访问控制和物理层规范》，简称为《无线局域网媒体访问控制和物理层规范》（GB15629.11-2003），下同。
- 《无线局域网媒体访问控制(MAC)和物理(PHY)层规范：2.4GHz频段较高速物理层扩展规范》（GB 15629.1102-2003）。
- 《无线局域网媒体访问控制和物理层规范：第1号修改单》（GB 15629.11-2003/XG1-2006）
- 《无线局域网媒体访问控制和物理层规范：5.8GHz频段高速物理层扩展规范》（GB 15629.1101-2006）
- 《无线局域网媒体访问控制和物理层规范：附加管理域操作规范》（GB/T 15629.1103-2006）
- 《无线局域网媒体访问控制和物理层规范：2.4GHz频段更高数据速率扩展规范》（GB 15629.1104-2006）

### 暂停
发布此专有标准后，中国试图要求外国公司遵守之，引起后者不满，他们只能从中国公司购买许可。在中国2004年宣布的6月1日最后期限前，英特尔宣布停止对华出售WiFi芯片。该年4月的中美商贸联委会会议之后，中国又宣布推迟WAPI的实施，表示会与IEEE商讨修改WAPI，以便和现行WiFi标准兼容。

### ISO标准
中国在2005年10月提交了修订后的WAPI标准化提案（ISO/IEC JTC1 N7904），不过在次年3月ISO还是通过802.11i（ISO/IEC JTC1 N7903）加密标准，并驳回WAPI提案。2009年6月，中国重新提交WAPI标准申请，期間WAPI的基礎架構虎符TePA（Tri-Element Peer Authentication，三元对等鉴别）通過ISO認證（ISO/IEC 9798-3:1998/Amd 1:2010）。2011年11月21日，中国政府将申请撤回，ISO随即将WAPI项目取消。

### 在本国的产业化
2008年，WAPI在中国电信和中国移动WLAN入网测试规范中被定为A类必须满足的测试项。
2008年8月，北京奥运会期间，WAPI在奥运场馆无线覆盖项目中应用。
2008年9月，WAPI产业联盟面向应用市场推出WAPI SOM系列解决方案，开展面向运营商的示范网专案。
2009年1月，全球无线晶片厂商Marvell的核心晶片模组厂商海华科技推出了全系列配合WAPI应用的无线模组IC。
2009年4月，中國政府實行WAPI標准，採用了“支援WAPI兼容WiFi”的方式，推行WAPI。中國大陸市面上銷售的帶WLAN功能的行貨手機均支援之。實際上由於WAPI和WiFi的硬件架構雷同，因此相當於WiFi開禁。兼容WiFi實際上是為了加快WAPI產業化成熟，而向IEEE做出的一種妥協。
2009年6月18日，摩托罗拉宣布中国第一款支援WAPI高速无线网络接入的智慧手机MOTO A3100正式上市。
2013年12月，商务部公布的《第24届中美商贸联委会中方成果清单》显示WAPI的核心专利已在美国通过专利。至此，中德英法日韩美等多个国家已经承认相关专利。
2015年5月，WAPI产业联盟成员推出第一款SOHO级WAPI路由器，
2016年9月，中国海关启动大规模WAPI网络建设。
截至2019年6月，支持WAPI的芯片已达500多个型号，全球累计出货量已超过130亿颗；支持WAPI的移动终端和网络侧设备等已超过13000款。
2020年12月，重庆海关联合中国电信重庆公司建成可接入海关业务网络的WAPI无线局域网投入机场口岸试运行。
2021年1月，中国南方电网首个变电站WAPI网路建成投运。。

## WAPI产业联盟
WAPI产业联盟成立于2006年3月7日。截至2019年7月，WAPI产业联盟成员已发展到94家，包括三大电信运营商和ICT领域骨干企业。”其中理事成员有：
1. 中国移动通信集团公司
2. 中国电信集团公司
3. 中国联合网络通信集团有限公司
4. 国家密码管理局商用密码检测中心
5. 国家无线电监测中心
6. 北京中电华大电子设计有限责任公司
7. 西安西电捷通无线网络通信股份有限公司
8. 北大方正集团有限公司
9. 广州杰赛科技股份有限公司
10. 北京六合万通微电子技术有限公司
11. 深圳市明华澳汉科技股份有限公司
12. 中太数据通信（深圳）有限公司

## 评论
《知识产权报》将其称为“中国的自主创新标准”, 《知识产权报》写道，“技术独立，才有经济和政治上的独立"，"我们的企业从战略上被遏制，被标准制定者牵着鼻子走，因为他们掌握和控制着产业发展和升级的方向。因此，中国标准亟待‘自强’”
新华社将其称为“中国自主创新的技术”，并称其“将进入国际市场”。
IEEE 802.11工作组认为其使用“未公开的算法”、“无法评估该标准的有效安全性”。

## 外部連結
- WAPI产业联盟 （页面存档备份，存于）
- 标准文字：
  - WAPI实施指南 （页面存档备份，存于）. 宽带无线IP标准工作组.
  - ISO/IEC JTC1 N7904
  - ISO/IEC 9798-3:2019 （页面存档备份，存于）